# محمد منیر (قاضی)
محمد منیر (انگلیسی: Muhammad Munir؛ ۱۸۹۵ – ۱۹۷۹) قاضی اهل پاکستان بود. وی از سال ۱۹۵۴ تا ۱۹۶۰ قاضی ارشد پاکستان بوده‌است.